# Belarusz Népköztársaság
A Belarusz Népköztársaság (belarusz nyelven: Белару́ская Наро́дная Рэспу́бліка) rövid életű belarusz állam volt az első világháború végén, 1918 és 1919 között Kelet-Európában, a mai Fehéroroszország területén.
A Belarusz Népköztársaságot 1918. március 9-én kiáltották ki Minszkben az első Belarusz Nemzeti Tanács tagjai. Két héttel később, 1918. március 25-én a függetlenséget is elfogadták, amelyet csak néhány állam ismert el. 1919-ben a kommunisták létrehoztak egy államot (Belarussziai Szocialista Szovjetköztársaság, később Litván–Belorusz Szovjet Szocialista Köztársaság), amely miatt a „népköztársaság” kormánya Vilniusba, majd Hrodnába tette át a székhelyét. A lengyel–szovjet háború során a Belarusz Népköztársaság egész területe lengyel, illetve szovjet megszállás alá került, a népköztársasági kormány emigrációba kényszerült.

## Története
A Belarusz Népköztársaságot 1918. március 9-én kiáltották ki a mai Fehéroroszország területén, egy héttel a breszt-litovszki béke megkötése után, amelyet az Oroszországi Szocialista Szovjetköztársaság és a központi hatalmak kötöttek még 1918. március 3-án.
Az 1917-es februári forradalom után megerősödtek a belarusz nemzeti érzelmek, a fehéroroszok, mivel az orosz köztársasági kormány tovább folytatta a háborút, az elszakadás mellett döntöttek. A legtöbb fehérorosz régió és a különböző (többnyire baloldali) politikai hatalmak képviselői, köztük a Belarusz Szocialista Szövetség, a Keresztény-demokratikus Mozgalom és az Általános Zsidó Munkaügyi Szövetség képviselői 1917 végén létrehozták a Belarusz Nemzeti Tanácsot. A tanács megkezdte a kormány és a kormányzati formák létrehozását. A tanács működését sem a bolsevikok, sem a köztársaságiak, de még a németek sem ismerték el. Mivel a háború alakulása szükségessé tette a németek számára a kelet-európai gabona nyugatra exportálását és az oroszokkal szembeni ütközőállam létrehozását, ezért megkezdték a belarusz nemzeti mozgalom támogatását. A bolsevikok a Belarusz Népköztársaság kikiáltása után, szintén a terület létfontosságára hivatkozva, megkezdték a belarusz kommunisták támogatását, akik később létrehozták a Belarussziai Szocialista Szovjetköztársaságot.
A németek és a bolsevikok a titkos támogatások alatt tárgyalásokat kezdtek a kelet-európai területek hovatartozásáról, addig a  Belarusz Nemzeti Tanács további támogatókat keresett az ország autonómiájának, később függetlenségének kivívásához. Az autonómia és a függetlenség között többször is vitát kezdeményeztek, a végső döntés során az utóbbi mellett voksoltak többségben. 

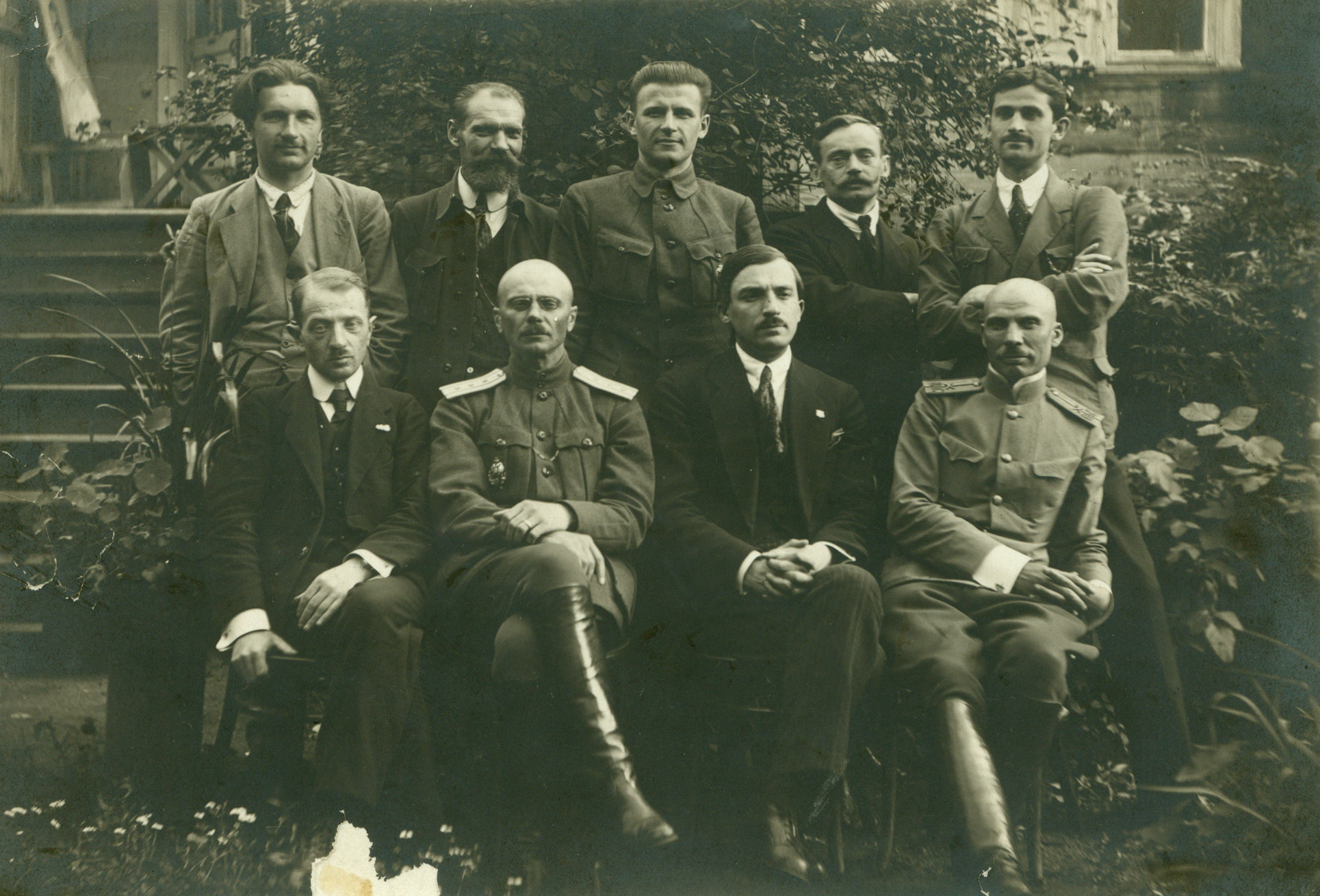
A Belorusz Népköztársaság első kormánya 1918-ban

Az első alkotmányt 1918. február 21-én fogadták el, amely szerint a Belarusz Nemzeti Tanács lett a Belarussziának nevezett ország egyetlen törvényes végrehajtó hatalma. Március 9-én, breszt-litovszki béke aláírását követően megújították az alkotmányt, ekkor már a független államra hivatkoztak. A Belarusz Nemzeti Tanácsból alakult meg az ideiglenes kormány az első választásokig, a Belarusz Népköztársaság Tanácsa néven.
1918. március 25-én kikiáltották a Belarusz Népköztársaság függetlenségét (Bielaruskaja Narodnaja Respublika, rövidítve BNR). A népköztársaság kormánya 1918 decemberében ideiglenesen Litvániába tette át a székhelyét, majd 1919. tavaszától hivatalosan is emigrációba kényszerültek.

### Területe
A harmadik alkotmánymódosítás következtében a Belarusz Népköztársaság a következő területekre jelentette be igényét: Mogiljovi kormányzóság, Minszki kormányzóság, Grodnoi kormányzóság (beleszámítva Białystok városát), Vilnai kormányzóság, Vityebszki kormányzóság, a Szmolenszki kormányzóság belaruszok lakta területei, és a szomszédos kormányzóságok belaruszok lakta határrégiói. Ezek a területeket főként belaruszok lakták, de a Grodnoi és a Vilnai kormányzóság területén zsidók, litvánok és lengyelek is laktak, egyes városokban keveredve, amely megnehezítette az etnikai határok kijelölését. A zsidók többsége oroszul vagy jiddisül beszélt.

### Hadihelyzet

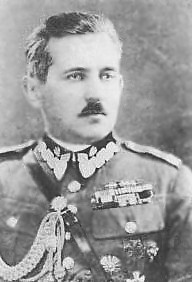
Stanisław Bułak-Bałachowicz elnök és tábornok

Az első világháború zavaros végén több kísérlet is született egy egységes hadsereg létrehozására. A belarusz hadsereget már 1917-ben, a februári forradalom után elkezdték szervezni az orosz hadsereg mintájára.
Egyes források szerint 11 000 fő szolgálhatott a belarusz hadseregben, többségük önkéntes, kiképzésre váró újonc volt.
Stanisław Bułak-Bałachowicz volt orosz tábornok támogatta a belaruszok kormányát, és nyíltan a fehéroroszok támogatására utasította hadseregét. 1918-ban már a fehérorosz ideiglenes kormány első elnökeként lépett fel a parlamentben, röviddel a népköztársaság bukása előtt, mielőtt újra átadta a volna a hatalmat a népnek. A bolsevikok elleni szembeszállás miatt a lengyelországi belaruszok nemzeti hősként tisztelik mind a mai napig.[forrás?]
A Fehérorosz Népköztársaság hadseregének legnagyobb katonai akciója Slutsk város védelme volt 1920 végén. A belarusz kormány, amely ekkor már Litvániában működött, segítséget ígért és támogatókat keresett egy antibolsevik felkelés szervezéséhez. A belarusz hadsereg még egy hónapig tudta magát tartani a Vörös Hadsereggel szemben.[forrás?]

### Kapcsolatok más országokkal
A Belarusz Népköztársaság rövid fennállása alatt szoros kapcsolatot alakított ki déli szomszédjával, az Ukrán Népköztársasággal, ahonnan szervezett ételszállítmányok is érkeztek, hogy megelőzzék az éhínséget. A népköztársaság diplomáciai követséget nyitott Németországban, a balti országokban és Ukrajnában, valamint több nyugati nagyvárosban, hogy támogatókat szerezzenek a független Belarusz feltámasztásához.[forrás?]
1918 elején Anton Łuckievič, Belarusz miniszterelnöke, találkozott Leninnel, ahol arra kérte Szovjet-Oroszország elnökét, hogy ismerje el Belarusz függetlenségét. A belarusz küldöttség egy föderáció létrehozását javasolta az OSZSZSZK-val és a szovjet alkotmány elfogadását Fehéroroszországban, cserébe Oroszország elismerte volna Fehéroroszország független státuszát, de Lenin elutasította ezeket a javaslatokat.

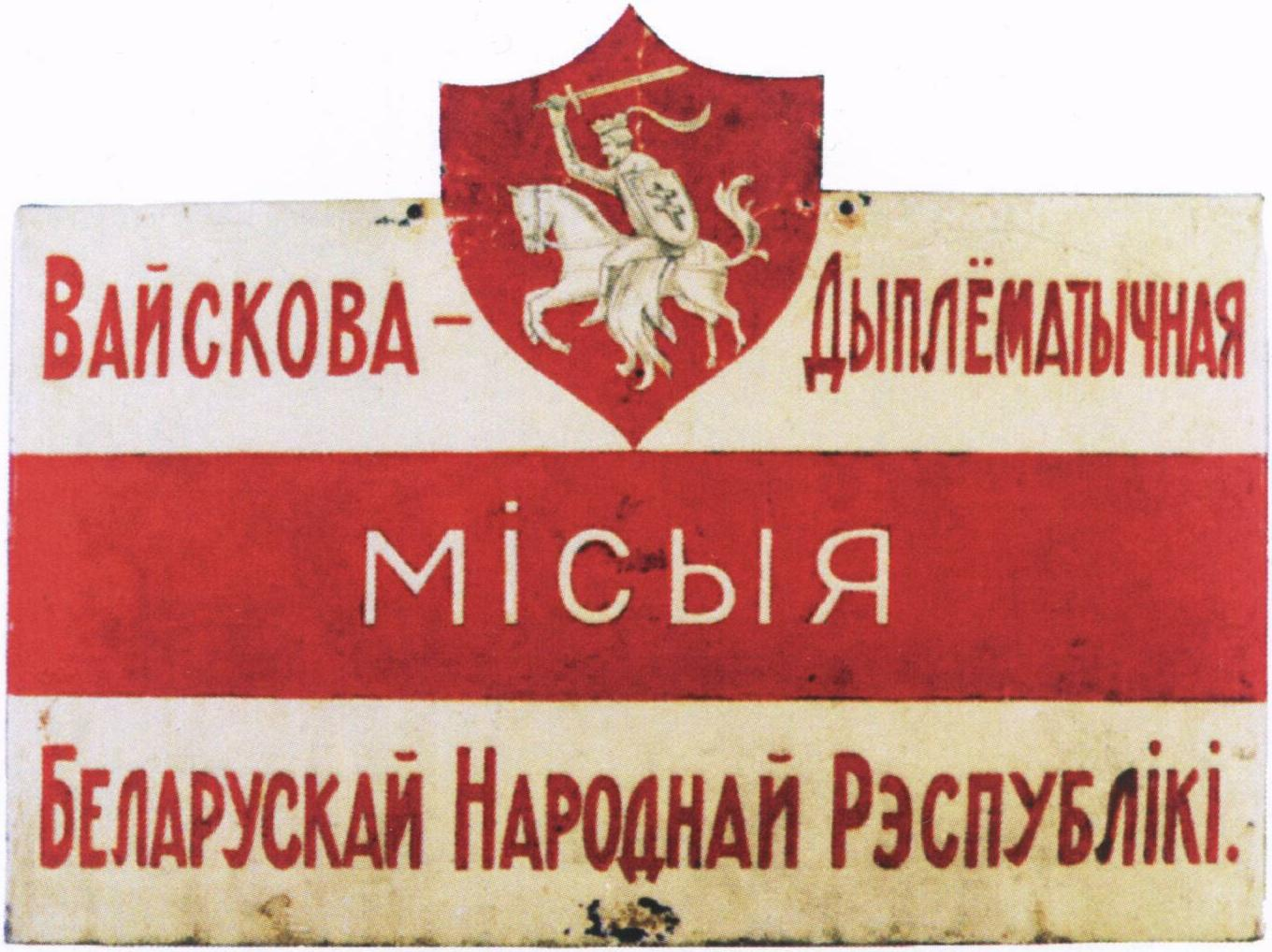
Katonai és diplomáciai zászló Rigából

A nehéz körülmények alatt a népköztársaságnak sikerült 150–350 iskolát nyitnia, és letennie a Minszki Egyetem alapköveit.
1919-ben a népköztársaság delegációs csoportja, amelyet személyesen  Anton Łuckievičthe miniszterelnök vezetett, részt vett a párizsi békekonferencián, amelytől országuk elismerését várták. A konferenciára érkező delegációt a csehszlovák elnök, Tomáš Masaryk Prágában fogadta. A konferencia alatt Łuckievič többször is találkozott a fehéroroszok emigrációban tartózkodó miniszterelnökével, Sergej Szazonovval és Lengyelország miniszterelnökével, Ignacy Jan Paderewskivel.
Mivel Belaruszt sokkal erősebb szomszédok vették körbe és nem voltak szövetségeseik, a népköztársaság gyorsan elvesztette függetlenségét, és nem vált valóságos állammá, alkotmánnyal vagy meghatározott területekkel.

## Emigráció
1918 decemberében a német hadsereg kivonult Kelet-Európából, helyükre a Vörös Hadsereg érkezett, amely megalapította a Belarussziai Szocialista Szovjetköztársaságot. A belarusz Rada emiatt a litvániai Hrodnába költözött, ahol egy belarusz autonóm államot kívántak létrehozni. A lengyel–szovjet háború lengyel megszállása alatt a népköztársaság kormánya végleg emigrációba vonult.
1925-ben a Belarusz Népköztársaság emigráns kormánya megvitatta hatásköreit, majd kísérletet tettek a Belorusz Szovjet Szocialista Köztársaság elismerésére, amely Fehéroroszország keleti részét irányította. Mivel a demokratikus kormány több tagja tiltakozott az elfogadás miatt, azt végül nem tették meg hivatalosan.
A második világháború alatt az emigráns belarusz kormány, amely továbbra is Prágában székelt, elutasította az együttműködést a náci Németországgal vagy a német bábkormánnyal, a „Fehérorosz Központi Radával”, és nyilatkozatot tett a nyugati szövetségesek támogatására.
A Vörös Hadsereg előrenyomulása 1945-ben arra kényszerítette az emigráns kormányt, hogy elhagyják Prágát és áttelepüljenek Németország nyugati részébe, amelyet a brit és az amerikai csapatok szálltak meg. 1948 februárjában a Rada egy különleges manifesztumot fogadott el, melynek köszönhetően kijelentette, hogy visszatér a korábbi tevékenységéhez. 1948 áprilisában a Rada a második háború utáni menekültek képviselőivel közös konferenciát tartott Bajorországban, Osterhofenben.
A Szovjetunió felbomlása után a kilencvenes években a szomszédos országok (Litvánia, Lengyelország és Ukrajna) emigrációban lévő kormányai visszaadták mandátumukat az új, demokratikus kormányoknak.
A Belorusz Szovjet Szocialista Köztársaság 1990-es függetlenné válása után kijelentették, hogy az emigráns kormány készen áll arra, hogy a demokratikusan választott fehérorosz parlamentnek adja át hatásköreit. Az akkori fehérorosz parlamentet szovjet uralom alatt választották meg. Azonban ezek a tervek az 1994-ben megválasztott Aljakszandr Lukasenka elnök után elhaltak, mivel egy egyeduralmi rendszert hoztak létre, amelyet a fehérorosz nyelv és kultúra vonatkozásában a szovjet politikához való visszatérést jelentette.
A Rada továbbra is emigrációban tartózkodó kormányként működik, és több kísérletet is tett a fehérorosz diaszpóra érdekeit képviselni olyan országokban, ahol képviselői vannak.
Az 1980-as évek végétől a Belarusz Népköztársaság Függetlenségi napját március 25-én ünneplik meg (fehéroroszul: Дзень волі). Ezt rendszeresen tömeges ellenzéki tüntetések kísérik Minszkben az emigráns belorusz kormányt támogató fehérorosz diaszpóraszervezetek szervezésében.

## Nemzeti jelképek
A népköztársaság zászlajában a színek a fehér-vörös-fehér sorrendet követik. A címer, amelyet pahoniának is neveznek, a Litván Nagyfejedelemség címere is volt egyben. Ezen vörös alapon egy ezüst páncélú lovas vitéz látható, címerén arany kettős kereszttel.

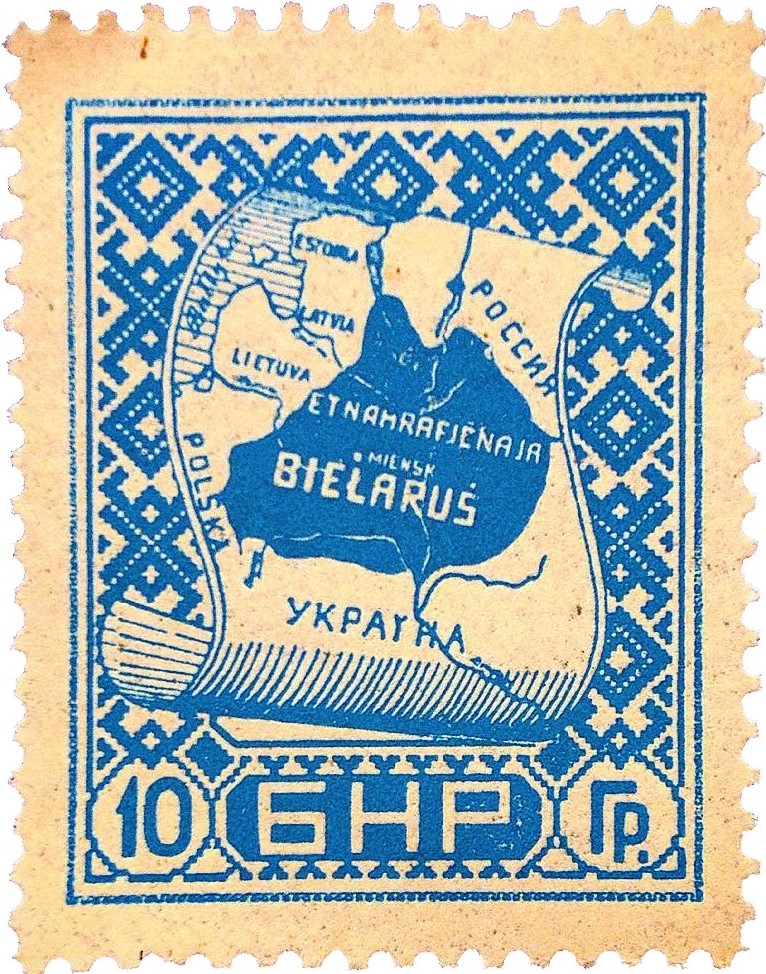
10 hrašoŭ postabélyeg
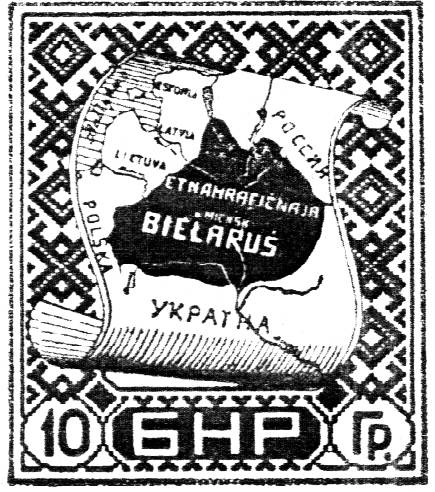
10 hrašoŭ postabélyeg
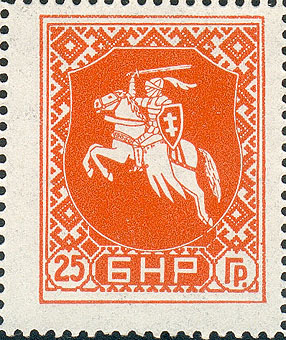
25 hrašoŭ postabélyeg
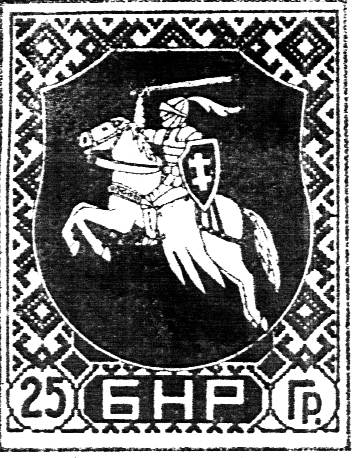
25 hrašoŭ postabélyeg

## Elnökök
A Belarusz Népköztársaság elnökeinek listája:
- Jan Sierada (1918–1919)
- Piotra Krečeŭski (1919–1928)
- Vasil Zacharka (1928–1943)
- Mikoła Abramčyk (1944–1970)
- Vincent Žuk-Hryškievič (1970–1982)
- Jazep Sažyč (1982–1997)
- Ivonka Survilla (1997–)

## Levéltári kutatás
1998-ban Siarhiej Szupa belarusz nyelvész és kutató kiadta a kétkötetes, 1918–19-ről szóló archívumgyűjteményét (Архівы Беларускай Народнай Рэспублікі. Менск-Вільня-Прага-Нью-Ёрк). A két kötet az eredeti nyelven megközelítőleg 1700 oldalt tesz ki. Lényegében ezek a vilniusi litván levéltár feldolgozott és átszerkesztett dokumentumai, és az 1918-as népköztársaság hivatalos dokumentumainak mintegy 60%-át teszik ki. További 20% a minszki archívumból származik, a maradék 20% eredete pedig ismeretlen.

## Fordítás
Ez a szócikk részben vagy egészben  a   Belarusian People's Republic című angol Wikipédia-szócikk ezen változatának fordításán alapul.  Az eredeti cikk szerkesztőit annak laptörténete sorolja fel. Ez a jelzés csupán a megfogalmazás eredetét és a szerzői jogokat jelzi, nem szolgál a cikkben szereplő információk forrásmegjelöléseként.